# 좌산초등학교 (전북)
좌산초등학교는 대한민국 전라북도 진안군 성수면 관진로 431 (좌산리)에 있었던 공립 초등학교이다.

## 연혁
- 1951년 5월 1일 외궁국민학교 좌산분교장 개교
- 1957년 4월 3일 좌산국민학교 승격 개교
- 1996년 3월 1일 좌산초등학교로 개명
- 1999년 3월 1일 폐교